# Келси Грамер
Ален Келси Грамер (енгл. Allen Kelsey Grammer; Сент Томас, 21. фебруар 1955), амерички је позоришни, филмски, и ТВ глумац, писац, продуцент, редитељ, певач и комичар. Добитник Златног глобуса (1996, 2001, 2012) и награде Еми (1994, 1995, 1998, 2004, 2006). Надалеко је познат по улози Фрејжера Крејна у популарном НБЦ ситкому Кафић Уздравље и Фрејжер.
Познат је и по својим радовима на филмовима Спуштај перископ! (1996), Икс-мен 3: Последње упориште (2006), где је играо улогу звери мутанта, Икс-мен: Дани будуће прошлости (2014), Трансформерси: Доба изумирања (2014), Плаћеници 3 (2014) и Лоше комшије 2 (2016). Поред тога, Грамер је дао глас многим анимираним ликовима: Владимиру у Анастазији (1997), истраживачу Питу Смрдљивом у Причи о играчкама 2 (1999), Роде (2016) и Помоћнику Бобу у анимираној серији Симпсонови (почевши од епизоде из 1990. Красти бива ухапшен)).
Од 2011. до 2012. глумио је градоначелника Чикага Тома Кејна у драмској телевизијској серији Газда.
Ожењен је четири пута, има седморо деце и једно унуче.